# Scarpa d'oro 2014
La Scarpa d'oro 2014 è il riconoscimento calcistico che è stato assegnato al miglior marcatore in Europa tenendo conto delle marcature messe a segno nel rispettivo campionato e del Coefficiente UEFA nella stagione sportiva 2013-2014 e/o nella stagione 2013 per i campionati che si svolgono nell'anno solare.

## Classifica parziale
| Pos | Campionato       | Nome               | Squadra             | Gol | C-UEFA | Pti  |
| --- | ---------------- | ------------------ | ------------------- | --- | ------ | ---- |
| 1   | Primera División | Cristiano Ronaldo  | Real Madrid         | 31  | x2     | 62   |
| 1   | Premier League   | Luis Suárez        | Liverpool           | 31  | x2     | 62   |
| 3   | Primera División | Lionel Messi       | Barcellona          | 28  | x2     | 56   |
| 4   | Primera División | Diego Costa        | Atlético Madrid     | 27  | x2     | 54   |
| 5   | Bundesliga       | Jonathan Soriano   | Salisburgo          | 31  | x1,5   | 46,5 |
| 6   | Serie A          | Ciro Immobile      | Torino              | 22  | x2     | 44   |
| 6   | Premier League   | Daniel Sturridge   | Liverpool           | 22  | x2     | 44   |
| 8   | Eredivisie       | Alfreð Finnbogason | Heerenveen          | 29  | x1,5   | 43,5 |
| 9   | Bundesliga       | Robert Lewandowski | Borussia Dortmund   | 20  | x2     | 40   |
| 9   | Primeira Liga    | Jackson Martínez   | Porto               | 20  | x2     | 40   |
| 9   | Serie A          | Luca Toni          | Verona              | 20  | x2     | 40   |
| 9   | Premier League   | Yaya Touré         | Manchester City     | 20  | x2     | 40   |
| 13  | Bundesliga       | Alan               | Salisburgo          | 26  | x1,5   | 39   |
| 13  | Ligue 1          | Zlatan Ibrahimović | Paris Saint-Germain | 26  | x1,5   | 39   |
| 15  | Serie A          | Carlos Tévez       | Juventus            | 19  | x2     | 38   |
| 15  | Primera División | Alexis Sánchez     | Barcellona          | 19  | x2     | 38   |

## Attribuzione del coefficiente UEFA
- Per i campionati che si trovano dal 1º al 5º posto del coefficiente UEFA i gol del giocatore vanno moltiplicati per 2 (Spagna, Inghilterra, Germania, Italia, Portogallo).
- Per i campionati che si trovano dal 6º al 21º posto del coefficiente UEFA i gol del giocatore vanno moltiplicati per 1,5 (Francia, Ucraina, Russia, Paesi Bassi, Turchia, Belgio, Grecia, Svizzera, Cipro, Danimarca, Austria, Repubblica Ceca, Romania, Israele, Bielorussia, Polonia).
- Per i campionati che si trovano dal 22º posto in giù del coefficiente UEFA i gol del giocatore vanno moltiplicati per 1.